# Effetto moiré

Un motivo moiré, formato da due fasci di rette parallele, incidenti ad un angolo di 5°.

Con effetto moiré si indica una figura di interferenza, creata ad esempio da due griglie uguali sovrapposte con diversa angolatura, o anche da griglie parallele con maglie distanziate in modo leggermente diverso.
Il termine ha origine dal francese moiré, un tipo di tessuto, tradizionalmente di seta (ma ora anche in cotone o fibra sintetica), con un effetto cangiante che ricorda le onde o l'acqua, ottenuto con una apposita calandratura in fase di finissaggio. Questo può così oggi imitare, con tessuti economici, l'effetto dei broccati e delle sete.
È un termine usato anche in tipografia, è l'effetto che si ha quando le separazioni in quadricromia non vengono stampate a registro e può capitare che le retinature diano la percezione visiva di un effetto moiré detto anche non a registro.
Questo effetto indesiderato si verifica quando si riproduce, mediante retinatura, una immagine già retinata. Si può ovviare a questo problema dando una diversa inclinazione alla retinatura, o cambiando la densità del retino.